# Championnat de Trinité-et-Tobago de football 2016-2017
Navigation
Saison précédente Saison suivante
La saison 2016-2017 du Championnat de Trinité-et-Tobago de football est la quarante-troisième édition de la première division à Trinité-et-Tobago et la quatorzième sous le nom de Professional League. Les dix formations de l'élite sont réunies au sein d'une poule unique où elles s'affrontent deux fois au cours de la saison. Il n'y a pas de relégation sportive à l’issue de la compétition. Cette édition est une édition de transition, afin de permettre au championnat de passer à un rythme suivant l'année civile, avec une compétition allant de juin à novembre. 
C'est Central FC, double tenant du titre, qui remporte à nouveau la compétition cette saison après avoir terminé en tête du classement final, avec un seul point d’avance sur W Connection FC. Il s’agit du troisième titre de champion de Trinité-et-Tobago de l'histoire du club.

## Les clubs participants
| - W Connection FC - Defence Force FC - Central FC - Police FC - San Juan Jabloteh | - Point Fortin Civic FC - St. Ann's Rangers - Ma Pau Stars FC - Morvant Caledonia United - Club Sando |

## Compétition
Le barème de points servant à établir le classement se décompose ainsi :
- Victoire : 3 points
- Match nul : 1 point
- Défaite : 0 point

### Classement
| Rang | Équipe                   | Pts | J  | G  | N | P  | Bp | Bc | Diff |
| ---- | ------------------------ | --- | -- | -- | - | -- | -- | -- | ---- |
| 1    | Central FCT              | 47  | 18 | 15 | 2 | 1  | 41 | 14 | +27  |
| 2    | W Connection FC          | 46  | 18 | 15 | 1 | 2  | 50 | 13 | +37  |
| 3    | San Juan Jabloteh        | 29  | 18 | 9  | 2 | 7  | 32 | 23 | +9   |
| 4    | Ma Pau Stars FC          | 28  | 18 | 8  | 4 | 6  | 33 | 29 | +4   |
| 5    | Club Sando               | 25  | 18 | 7  | 4 | 7  | 33 | 34 | -1   |
| 6    | Defence Force FC         | 23  | 18 | 7  | 2 | 9  | 30 | 30 | 0    |
| 7    | Police FC                | 20  | 18 | 5  | 5 | 8  | 36 | 35 | +1   |
| 8    | St. Ann's Rangers        | 17  | 18 | 4  | 5 | 9  | 23 | 39 | -16  |
| 9    | Morvant Caledonia United | 12  | 18 | 2  | 6 | 10 | 19 | 32 | -13  |
| 10   | Point Fortin Civic FC    | 6   | 18 | 1  | 3 | 14 | 17 | 65 | -48  |

|  | Qualification pour la CFU Club Championship 2018 |
|  | T : Tenant du titre                              |

### Matchs
| Résultats (▼dom., ►ext.) | CEN | CSA | DFO | MPS | MCU | PFC | POL | SJJ | SAR | WCO |
| Central FC               |     | 2-1 | 4-1 | 0-0 | 2-1 | 3-0 | 2-1 | 2-1 | 3-2 | 2-1 |
| Club Sando               | 1-1 |     | 3-2 | 3-5 | 3-3 | 3-2 | 2-1 | 0-1 | 3-1 | 1-3 |
| Defence Force FC         | 1-2 | 2-0 |     | 0-2 | 1-1 | 7-2 | 0-2 | 2-1 | 0-2 | 1-4 |
| Ma Pau Stars FC          | 2-0 | 2-2 | 0-1 |     | 1-0 | 3-1 | 1-5 | 1-1 | 3-5 | 0-2 |
| Morvant Caledonia United | 0-2 | 0-1 | 1-1 | 0-2 |     | 2-2 | 1-3 | 2-4 | 2-0 | 0-3 |
| Point Fortin Civic FC    | 1-4 | 0-2 | 0-6 | 0-2 | 1-3 |     | 2-2 | 4-2 | 0-4 | 0-4 |
| Police FC                | 0-3 | 2-4 | 3-1 | 4-4 | 1-1 | 5-0 |     | 2-3 | 1-1 | 1-3 |
| San Juan Jabloteh        | 0-1 | 2-0 | 1-2 | 1-0 | 1-0 | 5-1 | 3-1 |     | 1-1 | 0-3 |
| St. Ann's Rangers        | 0-6 | 3-3 | 0-2 | 0-3 | 1-1 | 1-1 | 2-0 | 0-5 |     | 0-1 |
| W Connection FC          | 1-2 | 2-1 | 2-0 | 4-2 | 3-1 | 7-0 | 2-2 | 1-0 | 4-0 |     |

## Bilan de la saison
| Championnat de Trinité-et-Tobago de football 2016-2017 |                       |
| Champion                                               | Central FC (3e titre) |
| Coupes et trophées                                     |                       |
| Vainqueur de la Coupe de Trinité-et-Tobago 2016-2017   | Non disputée          |
| Qualifications continentales                           |                       |
| CFU Club Championship 2018                             | Central FC            |
| CFU Club Championship 2018                             | W Connection FC       |
| Promotions et relégations                              |                       |
| Promus en Professional League                          | Aucun                 |
| Relégués                                               | Aucun                 |